# Natație la Jocurile Olimpice de vară din 2020 - 200 m spate (feminin)
Proba de 200 de metri spate feminin de la Jocurile Olimpice de vară din 2020 a avut loc în perioada 28-30 iulie 2021 la Tokyo Aquatics Centre.

## Recorduri
Înaintea acestei competiții, recordurile mondiale și olimpice erau următoarele:
| Record  | Atlet                | Timp    | Loc                    | Data          |
| ------- | -------------------- | ------- | ---------------------- | ------------- |
| Mondial | Regan Smith (USA)    | 2:03,35 | Gwangju, Coreea de Sud | 26 iulie 2019 |
| Olimpic | Missy Franklin (USA) | 2:04,06 | Londra, Marea Britanie | 3 august 2012 |

## Program
Orele sunt ora Japoniei (UTC+9) 
| Data                   | Timp  | Etapă      |
| ---------------------- | ----- | ---------- |
| Joi, 29 iulie 2021     | 20:05 | Calificări |
| Vineri, 30 iulie 2021  | 11:35 | Semifinale |
| Sâmbătă, 31 iulie 2021 | 10:37 | Finala     |

## Rezultate

### Calificări
Înotătoarele cu cei mai buni 16 timpi au avansat în semifinale.
| Loc | Serie | Culoar | Înotător              | Țară                       | Timp    | Note |
| --- | ----- | ------ | --------------------- | -------------------------- | ------- | ---- |
| 1   | 4     | 4      | Kaylee McKeown        | Australia                  | 2:08,18 | C    |
| 2   | 4     | 5      | Kylie Masse           | Canada                     | 2:08,23 | C    |
| 2   | 2     | 4      | Rhyan White           | Statele Unite ale Americii | 2:08,23 | C    |
| 4   | 2     | 5      | Phoebe Bacon          | Statele Unite ale Americii | 2:08,30 | C    |
| 5   | 2     | 6      | Liu Yaxin             | China                      | 2:08,36 | C    |
| 6   | 4     | 3      | Taylor Ruck           | Canada                     | 2:08,87 | C    |
| 7   | 3     | 2      | Peng Xuwei            | China                      | 2:09,03 | Q    |
| 8   | 3     | 5      | Emily Seebohm         | Australia                  | 2:09,10 | C    |
| 8   | 4     | 6      | Katalin Burián        | Ungaria                    | 2:09,10 | C    |
| 10  | 3     | 6      | Lena Grabowski        | Austria                    | 2:09,77 | C    |
| 11  | 2     | 1      | Tatiana Salcuțan      | Republica Moldova          | 2:09,98 | C    |
| 12  | 3     | 4      | Margherita Panziera   | Italia                     | 2:10,26 | C    |
| 13  | 4     | 7      | Laura Bernat          | Polonia                    | 2:10,37 | C    |
| 14  | 4     | 2      | África Zamorano       | Spania                     | 2:10,72 | C    |
| 15  | 4     | 8      | Aviv Barzelay         | Israel                     | 2:11,13 | C    |
| 16  | 2     | 2      | Sharon van Rouwendaal | Olanda                     | 2:11,24 | C    |
| 17  | 1     | 4      | Ingeborg Løyning      | Norvegia                   | 2:11,68 |      |
| 18  | 2     | 7      | Lee Eun-ji            | Coreea de Sud              | 2:11,72 |      |
| 19  | 3     | 7      | Daryna Zevina         | Ucraina                    | 2:12.30 |      |
| 20  | 3     | 3      | Katinka Hosszú        | Ungaria                    | 2:12,84 |      |
| 21  | 2     | 3      | Cassie Wild           | Marea Britanie             | 2:12,93 |      |
| 22  | 3     | 1      | Daria Ustinova        | COR                        | 2:13,72 |      |
| 23  | 1     | 5      | Celina Márquez        | El Salvador                | 2:14,72 |      |
| 24  | 4     | 1      | Ali Galyer            | Noua Zeelandă              | 2:15,16 |      |
| 25  | 3     | 8      | Simona Kubová         | Cehia                      | 2:15,81 |      |
| 26  | 1     | 3      | Felicity Passon       | Seychelles                 | 2:16,18 |      |
| 27  | 2     | 8      | Krystal Lara          | Republica Dominicană       | 2:18,63 |      |

### Semifinale
Înotătoarele cu cei mai buni 8 timpi au avansat în finală.
| Loc | Serie | Culoar | Înotătoare            | Țară                       | Timp    | Note |
| --- | ----- | ------ | --------------------- | -------------------------- | ------- | ---- |
| 1   | 1     | 6      | Emily Seebohm         | Australia                  | 2:07,09 | C    |
| 2   | 1     | 5      | Phoebe Bacon          | Statele Unite ale Americii | 2:07,10 | C    |
| 3   | 1     | 4      | Rhyan White           | Statele Unite ale Americii | 2:07,28 | C    |
| 4   | 2     | 5      | Kylie Masse           | Canada                     | 2:07,82 | C    |
| 5   | 2     | 4      | Kaylee McKeown        | Australia                  | 2:07,93 | C    |
| 6   | 2     | 3      | Liu Yaxin             | China                      | 2:08,65 | C    |
| 7   | 1     | 3      | Taylor Ruck           | Canada                     | 2:08,73 | C    |
| 8   | 2     | 6      | Peng Xuwei            | China                      | 2:08,76 | C    |
| 9   | 1     | 7      | Margherita Panziera   | Italia                     | 2:09,54 |      |
| 10  | 2     | 2      | Katalin Burián        | Ungaria                    | 2:09,65 |      |
| 11  | 2     | 7      | Tatiana Salcuțan      | Republica Moldova          | 2:10,09 |      |
| 12  | 1     | 2      | Lena Grabowski        | Austria                    | 2:10,10 |      |
| 13  | 1     | 1      | África Zamorano       | Spania                     | 2:10,42 |      |
| 14  | 2     | 1      | Laura Bernat          | Polonia                    | 2:12,86 |      |
| 15  | 2     | 8      | Aviv Barzelay         | Israel                     | 2:12,93 |      |
| 16  | 1     | 8      | Sharon van Rouwendaal | Olanda                     | 2:12,98 |      |

### Finala
| Loc | Culoar | Înotătoare     | Țară                       | Timp    | Note |
| --- | ------ | -------------- | -------------------------- | ------- | ---- |
| 1   | 2      | Kaylee McKeown | Australia                  | 2:04,68 |      |
| 2   | 6      | Kylie Masse    | Canada                     | 2:05,42 | RN   |
| 3   | 4      | Emily Seebohm  | Australia                  | 2:06,17 |      |
| 4   | 3      | Rhyan White    | Statele Unite ale Americii | 2:06,39 |      |
| 5   | 5      | Phoebe Bacon   | Statele Unite ale Americii | 2:06,40 |      |
| 6   | 1      | Taylor Ruck    | Canada                     | 2:08,24 |      |
| 7   | 8      | Peng Xuwei     | China                      | 2:08,26 |      |
| 8   | 7      | Liu Yaxin      | China                      | 2:08,48 |      |